# ダックビブレ
ダックビブレは、東京都港区に本社を置き、主に東北地方で百貨店を運営していた企業。
ダックビブレの商号は2002年8月31日まで使用し、創業時よりファッションビルとしてのビブレ（VIVRE）を首都圏や西日本で展開していたマイカルグループの一員となっていた。
マイカルの前身にあたるニチイが出資して設立に至った百貨店連合（ひゃっかてんれんごう）および改称後のダックシティ、2002年10月1日から店舗名に使用しているさくら野百貨店（法人名としては初代）についても記載する。

## 概要

### 百貨店連合の誕生と再編
1978年（昭和53年）3月18日、丸光・カネ長武田百貨店・山田百貨店・イチムラ・小美屋の百貨店5社は、ニチイの支援を受けて株式会社百貨店連合が設立した。また、同月に三越と提携して商品供給を受けることになった。4月には、百貨店連合の設立に参加した百貨店5社と百貨店連合の間に、経営管理に関する業務委託契約が結ばれた。
1981年（昭和56年）3月、まずカネ長武田百貨店・山田百貨店・イチムラの3社が合併し、株式会社武田山田百貨店が設立される。次に1982年（昭和57年）3月、丸光（本社は仙台市・資本金8億円）と小美屋が合併して株式会社丸光小美屋が設立された。そして、1982年9月に百貨店連合が武田山田百貨店及び丸光小美屋を吸収合併し、それぞれが運営していた店舗経営を引き継いだ。百貨店連合直営の百貨店としては、傘下百貨店の吸収合併以前の1981年11月6日、単独で神奈川県厚木市にダックシティ厚木百貨店（→ニチイ直営に移管し厚木ビブレを経て、マイカルへの社名変更及びGMSへの業態転換ののち、現在はイオン厚木店の名称で存続）を開業している。

### ダックビブレへの改称
1985年（昭和60年）3月、百貨店連合は株式会社ダックシティに社名を変更。同年9月21日には、厚木以外の百貨店連合直営店舗の名称も『ダックシティ』と冠した店名に変更され、同時にそれまで各百貨店の屋号が使用されていた紙袋・包装紙も全店『ダックシティ』ブランドに統一された。
その後、ダックシティ及びダックビブレはニチイ傘下の『ビブレ』ブランドとして、1994年（平成6年）3月1日にニチイより営業を譲渡されたニチイ山形店を山形ビブレとして開業、1999年（平成11年）3月に北海道小樽市のマイカル小樽に小樽ビブレを開業し、2000年（平成12年）3月に岩手県北上市本通りに北上ビブレを開業するなど出店を進める傍ら、1993年（平成5年）10月1日にカネ長武田百貨店から引継いだダックシティカネ長武田弘前店を閉店し城東北に弘前ビブレを、1996年（平成8年）3月にダックシティ丸光から引継いだ旧石巻店を閉店してJR石巻駅前に石巻ビブレを、1998年（平成10年）3月に山田百貨店から引継いだ福島ビブレは、福島市栄町の平和ビルから、福島市曾根田町（現：曽根田町）へ移転開業するなど、既存店のスクラップアンドビルドも積極的に進めた。
その他、ダックシティ直営店舗も1990年代前半にかけて、一部店舗を除いて『ビブレ』へと店名変更を行った。
その一方で1996年（平成8年）にダックシティ小美屋（旧・小美屋）、1997年（平成9年）2月にダックシティ長岡店（旧・イチムラ）を閉店して、設立に参画した5社のうち2社の営業地域から撤退し、1992年（平成4年）2月にダックシティ厚木百貨店をニチイへ、2001年（平成13年）2月に小樽ビブレをマイカルへ営業を譲渡して撤退。2000年（平成12年）1月10日には山形ビブレを閉店するなど不採算店の閉鎖も行った。1998年（平成10年）2月、ダックシティは株式会社ダックビブレに社名を変更。
2001年（平成13年）9月14日に株式の大半（直接保有が76.4%、間接保有と合せて83.4%）を保有する親会社のマイカルが民事再生法適用を申請したことに伴い、東京地方裁判所に民事再生法の適用申請をして事実上破綻した。
民事再生法の適用申請をした際にはそのまま各店舗の営業を続けたが、破綻直後の2001年（平成13年）10月に集客力が低下して業績が低迷していた気仙沼ビブレの閉店を決定して2002年（平成14年）1月10日に閉店した。
百貨店連合時代から経営破綻するまでの間も日本百貨店協会には加盟し続けており、ニチイ内ではファッションビル業態だった「ビブレ」ブランドで営業されていたものの、当法人の店舗はすべて百貨店業態として運営されていた。

### マイカルグループを離脱、さくら野百貨店へ
2002年（平成14年）2月28日に日本政策投資銀行や取引先の企業約10社などの出資で企業再建ファンドを設立、資本金をいったん100%減資後にそこから出資を受ける形で再建を目指す方針を発表し、2002年（平成14年）5月に再生計画案が債権者集会で可決されて裁判所から認可を受け、日本政策投資銀行や不動産会社で青森店などの建物の貸主である武田（青森市）など15の地元企業・団体が11億7800万円を出資して事業再生に乗り出した。この増減資を伴った再建策によりマイカルグループから独立した独立資本の百貨店として営業を行うこととなり、一般から公募した新名称から店舗を展開する東北4県には桜の名所が多いことにちなんで『さくら野百貨店』を選び、10月1日に社名をダックビブレからさくら野百貨店へ変更、屋号も「さくら野百貨店」として新しいスタートを切った。
しかし、2001年（平成13年）9月以降7店全体の売上高が平均で前年比約75%と落ち込んだ状態からスタートし、2003年（平成15年）3月末に7店全体の売上高の2割以上を占める仙台店は約12億円を投じて全面的に改装して東北初の売場を導入して若い女性客を増やして前年比20%増となったものの再生計画の前年比40%増の半分に留まり、食料品売上が破綻前より25%減に落ち込んだままとなるなど、さくら野百貨店として再スタートしてから1年経った2003年（平成15年）9月時点でも破綻で失われた信用を取り戻せず、売上の回復は思うように進まなかった。
そのため、2004年（平成16年）1月に髙島屋と業務提携して営業部長などの人材派遣を受け、同年11月に高島屋の業務支援を受けて基幹店の仙台店の地下食品売り場を改装してさくら野ごちそう館とするなど攻めの投資を行う一方で、2005年（平成17年）3月21日に民事再生法適用後に離れた顧客を取り戻せないまま、業績が低迷していた福島店を閉店、山田百貨店以来の歴史に終止符を打って福島県から撤退するなどして再建を進めた。

### 会社分割
2005年（平成17年）4月にさくら野百貨店は仙台店を運営する2代目となるさくら野百貨店（後のエマルシェ）、仙台店の資産管理をするさくら野DEPT仙台、仙台以外の東北の店舗を運営するさくら野東北（後に3代目のさくら野百貨店）に会社分割を行い、翌月5月に東京地裁から民事再生手続き終結決定を受けた。
以降、法人格を引き継いだ2代目のさくら野百貨店についてはエマルシェを、仙台店以外の店舗の営業を分割されたさくら野東北についてはさくら野百貨店を参照。

## 沿革
- 1978年（昭和53年）3月18日：丸光（宮城県）・カネ長武田百貨店（青森県）・小美屋（神奈川県）・山田百貨店（福島県）・イチムラ（新潟県）の5つの百貨店事業者が、ニチイ（マイカル→現：イオンリテール）の支援を受けて百貨店連合を設立[1]。
- 1981年（昭和56年）
  - 3月：先行してカネ長武田百貨店・山田百貨店・イチムラの3社が合併して株式会社武田山田百貨店が発足[1][3]
  - 11月6日[6]：厚木市にダックシティ厚木百貨店を開店[7]
- 1982年（昭和57年）
  - 3月：丸光（本社は仙台市・資本金8億円）と小美屋が合併して株式会社丸光小美屋を設立[1][5]
  - 9月：株式会社百貨店連合が[3]武田山田百貨店や丸光小美屋と合併して営業を引継ぐ[5]
- 1985年（昭和60年）3月：株式会社ダックシティに社名変更[1][3]。9月21日には、百貨店連合店舗の名称が、「ダックシティ」に統一[8]。
  - ダック（DAC）のブランド名は当時の社名である百貨店連合の英語読みである「デパートメントストア・アライド・チェーン （ DEPARTMENTSTORE Allied Chain）」の頭文字[注釈 5]を取ったものである[30]。
- 1990年（平成2年）9月：ニチイビブレ事業本部と業務提携[7]
- 1992年（平成4年）2月：ニチイにダックシティ厚木百貨店を譲渡して撤退[7]
- 1993年（平成5年）10月1日：旧店舗を閉店させたうえで、郊外の現在地に弘前ビブレとして移転[6]
- 1994年（平成6年）4月：ニチイより営業譲渡を受けて山形ビブレを開業[7]
- 1996年（平成8年）[15]2月：ダックシティ小美屋川崎店を閉店
- 1997年（平成9年）2月：ダックシティ長岡店を閉店[16]
- 1998年（平成10年）
  - 2月：ダックビブレに社名変更[3]
  - 3月：平和ビルの福島ビブレ旧店舗を閉鎖し、福島市曽根田町へ移転[14]
- 1999年（平成11年）3月：小樽市のマイカル小樽に小樽ビブレを開店[10]（後にマイカルへ譲渡され、2002年閉店。跡地はSE-Bとなる）。
- 2000年（平成12年）3月：岩手県北上市に北上ビブレを開業[7]
- 2001年（平成13年）
  - 2月：小樽ビブレを株式会社マイカルに譲渡して撤退[7]
  - 9月14日：親会社のマイカルの事実上の経営破綻の影響により民事再生法の適用を申請する[18]
- 2002年（平成14年）
  - 1月10日：気仙沼ビブレを閉店[20]
  - 7月：既存株の100%減資を行い、マイカルグループを離脱。
  - 10月1日：社名を一般公募で決めた （旧）さくら野百貨店へと変更[24][23]。
- 2004年（平成16年）：髙島屋ハイランドグループに加盟[26]。
- 2005年（平成17年）
  - 3月21日：福島店を閉店（地元の要望を受け、閉店後は長崎屋福島店跡地の「ニュー福ビル」にて仙台店のサテライトショップとして営業していたが、1年後に完全閉店）。
  - 4月1日：本社機能及び仙台店の運営を行う株式会社さくら野百貨店（後にエマルシェ）、仙台店の設備管理などを行うさくら野DEPT仙台（資本金1,000万円）、仙台店以外の5店舗を引き継いださくら野東北株式会社（後に3代目のさくら野百貨店）の3社に会社分割[29]。
  - 6月：東京地方裁判所より民事再生手続終結決定[31]。

（以降、さくら野百貨店仙台店を運営した企業についてはエマルシェを、さくら野東北に分割された企業についてはさくら野百貨店を参照）

## 店舗
- 青森店、弘前店、八戸店、北上店、石巻店（2代目）についてはさくら野百貨店#店舗を参照。
- 仙台店についてはエマルシェ#さくら野百貨店仙台店を参照。

### 小樽ビブレ
1999年（平成11年）3月に小樽市のマイカル小樽の中核店舗として開業した。
マイカル小樽全体の総売上高は目標の80%以下になるなど、施設全体の業績が低迷した影響で当店も低迷したため、2001年（平成13年）2月に小樽ビブレを株式会社マイカルに譲渡してダックビブレは撤退し、2002年（平成14年）8月末に閉店した。

同店の土地・建物を所有・管理していた小樽ベイシティ開発は、マイカル破綻後の2001年（平成13年）9月27日に東京地方裁判所に民事再生法の適用を申請して事実上倒産し、同店の店舗後の一部を閉店した翌月9月、小樽市に公的利用を前提に無償譲渡を提案したが、移転させる公共施設がない上、維持管理に年間1億円以上の負担が見込まれるとして譲渡を断られた。翌10月にはキャンパスの移転を模索していた小樽短期大学が、文部科学省の許可を得るのが難しいとして断念するなど、大口債権者の日本政策投資銀行が債権放棄をする上で条件とした非物販の公共施設の導入は順調に進まなかった。

### ダックシティカネ長武田弘前店
1971年（昭和46年）に中三弘前店と隣接して土手町に開店したカネ長武田百貨店弘前店が経営母体の再編に伴って百貨店連合、ダックシティ、ダックビブレに引継がれて店名もダックシティカネ長武田弘前店へ変遷し営業を続けてきた。
1993年（平成5年）に土手町の弘前店を閉店。国道7号弘前バイパス近くの弘前市郊外（城東北）へ弘前ビブレとして移転。
土手町の旧弘前店は閉店後しばらくそのままであったが、その後解体された。跡地には1999年（平成11年）に「したどてスカイパークビル」（エフエムアップルウェーブなどが入居する駐車場メインのビル）が建設された。

後身の弘前ビブレについてはさくら野百貨店#弘前店を参照。

### 気仙沼ビブレ
1966年（昭和41年）6月10日に宮城県気仙沼市に丸光気仙沼店として開店し、経営母体の再編に伴って百貨店連合、ダックシティ、ダックビブレに引き継がれて、店名もダックシティ丸光気仙沼店、気仙沼ビブレと変遷しながら営業を続けた。
しかし、ダックビブレが経営破綻直後の2001年（平成13年）10月に閉店を決定し、2002年（平成14年）1月10日に気仙沼ビブレは閉店して、丸光以来の歴史に終止符を打った。
この閉店を受けて、ダックビブレの部長級の市街地再開発担当や元従業員や地権者らの出資により、資本金1200万円でイコーレ気仙沼が設立され2002年（平成14年）5月9日に新たな百貨店として開業させた。しかし、テナント招致などが順調行かず、徐々に規模を縮小して経費削減などに取り組んだものの、2007年（平成19年）5月11日に「都合により臨時休業します」という張り紙が出され、事実上閉店に追い込まれた。

建物は長い間放置され、その間に東日本大震災の津波による被害を受け、その後解体された。2018年（平成30年）現在、跡地は隣接するセブン-イレブン気仙沼南町店の駐車場となっている。

### ダックシティ丸光石巻店
1955年（昭和30年）に宮城県石巻市の橋通りに開店したのが始まりである。
1967年（昭和42年）11月1日に旧北上川沿いの中央2丁目11番に移転した。
百貨店連合、ダックシティ、ダックビブレに引継がれながら営業して中央2丁目時代の最後はダックシティ丸光石巻店として営業していた。
昭和50年代前半、市内中里地区（現在DCM石巻店が立地している場所）に移転を計画していたが、売り場面積が申請したものより66.3パーセント削減された3600平方メートルしか認められず、1987年（昭和62年）に正式に断念した。
1996年（平成8年）3月にかつてジャスコが出店を計画していた石巻駅前に新店舗が完成して石巻ビブレに店名を変更して移転して丸光時代からの店舗での営業を終了した。石巻駅前移転後の3代目となる石巻店についてはさくら野百貨店#石巻店を参照。

丸光時代の初代店舗及びダックシティ丸光石巻店として営業を終了した2代目店舗共に建物は解体されている。2代目店舗のあった石巻市中央2丁目11番は、東日本大震災後に「石巻まちなか復興マルシェ」が開業し後に「いしのまき元気市場」として整備された。

### 山形ビブレ
前身の「ニチイ山形店」は1973年（昭和48年）3月3日に開業している。
1994年（平成6年）3月1日にニチイより営業譲渡を受けて、ダックシティが「山形ビブレ」を開業したが、業績不振により2000年（平成12年）1月10日に閉店した。

店舗跡のビルは2001年（平成13年）に解体されて、ホテルの招致が行われたが、実現しなかった。

### ダックシティ厚木百貨店
1981年（昭和56年）11月6日、百貨店連合として初の新店舗として神奈川県厚木市の小田急電鉄本厚木駅前に開業した。百貨店連合運営店舗では初めて「ダックシティ」の名前を冠した店舗だった。
1992年（平成4年）2月にニチイに譲渡して撤退した。ニチイ・マイカル時代は直営の「厚木ビブレ」、総合スーパーに業態転換して「厚木サティ」を経て、マイカルがイオンリテールに吸収合併された後は「イオン厚木店」となって営業している。

### ダックシティ小美屋川崎店
川崎市を拠点とする百貨店・小美屋（こみや）を前身とする。百貨店連合の直営になった後、1985年に百貨店連合がダックシティに法人名を変更した際に、屋号を「ダックシティ小美屋川崎店」とした。京急川崎駅側にA館、川崎銀座街側にB館の2館体制で営業。
神奈川県内では初めて百貨店（デパート）内に郵便局が設置されたり、A館正面入り口にはマクドナルドがテナントとして入居した店舗であった。
1986年（昭和61年）10月1日に川崎駅東口地下街アゼリアが開業したが、法令上の規制により地下街と接続するビルにコンクリートの障壁で遮蔽することを要求されたことで、店舗と地下街の接続が不可能となり、ダックシティ小美屋川崎店を含む商店街の回遊性が制限されたことで、競合他店に比べ、川崎駅からの来店経路の面で不利となった。こうした背景が影響し、売り上げ不振となって赤字に転落した。
1988年（昭和63年）3月11日に川崎駅に隣接する三菱電線工業跡に川崎ルフロンが開業し、ここに西武百貨店と丸井が進出して競争が激化。
1991年に老朽化等でA館が閉鎖し解体（同時に食料品売場を廃止）。B館のみに集約され、1階から4階のみの営業へ縮小された後、1996年（平成8年）2月29日に閉店した。
建物は数年後に解体された。現在、跡地はTOHOシネマズ川崎などが入店する川崎DICEとなっている。

### ダックシティイチムラ→ダックシティ長岡店
イチムラが百貨店連合参画前の1962年（昭和37年）4月に開店した、3代目となるイチムラ長岡店を母体とする。1981年のイチムラ新潟店閉店後は、唯一のイチムラの店舗として営業。
1985年（昭和60年）3月に百貨店連合が法人名を『ダックシティ』と改称した段階で、店名をダックシティイチムラ、その後1994年（平成6年）2月にダックシティ長岡店へ改称した。
1980年代後半に郊外や駅周辺に総合スーパー (ジャスコ、イトーヨーカドー丸大、ダイエー) が相次いで出店したことや、大手通りの中心市街地の人口減少などの煽りを受け、1997年（平成9年）2月に閉店。ダックシティ運営の店舗から「ダックシティ」の店名を冠した店舗が消滅した。
閉店後、建物はパチンコ店「エスタディオ長岡店」に転用された後、2003年（平成15年）7月からは1階 - 2階の東側を長岡市の施設「まちなか・考房」と「長岡戦災資料館」として、2004年（平成16年）4月からは1階西側を長岡市役所の大手通分室として活用していた。 
2008年（平成20年）6月、市街地再開発事業のために取り壊され、2011年（平成23年）7月6日にフェニックス大手イーストが竣工。
長岡市役所 大手通庁舎として本庁機能のうち商工と観光に関する部署が置かれているほか、第四銀行（現：第四北越銀行）・新潟証券（現：第四北越証券）・地域交流センター「まちなかキャンパス長岡」、新潟県中越地震の資料を集積した災害や防災に関する啓発施設「長岡震災アーカイブセンター きおくみらい」などが設けられた。

## 主な関連会社
- 武田百貨店 - 本社青森県青森市新町、持株比率100%、惣菜加工販売業[1]。
- 丸光 - 本社宮城県仙台市青葉区中央、持株比率100%、建築内装施工・広告業[1]。
- 丸光メンテナンス - 本社宮城県仙台市青葉区中央、持株比率100%、ビルメンテナンス業[1]。
- ローゼ - 本社宮城県仙台市青葉区中央、持株比率100%、婦人服雑貨小売業[1]。
- 山田百貨店 - 本社福島県福島市栄町、持株比率100%、小売業[1]。
- イチムラ - 本社新潟県長岡市大手通、持株比率100%、小売業[1]。
- イチムラレストラン - 本社新潟県長岡市大手通、持株比率100%、飲食業[1]。
- イチムラ美容室 - 本社新潟県長岡市大手通、持株比率100%、美容業[1]。
- 小美屋 - 本社神奈川県川崎市川崎区、持株比率100%、生命・損害保険代理業[1]。
- 百貨店連合友の会 - 本社神奈川県川崎市川崎区、持株比率100%、友の会[1]。
- 美和 - 本社神奈川県川崎市川崎区、持株比率100%、飲食業[1]。
- ダックエルメ - 本社東京都港区赤坂、持株比率45%、婦人服・雑貨小売業[1]。